# Матрица Лесли
Матрица Лесли — матрица применяемая в матричной популяционной модели структурирующей популяцию по возрастным классам.
Это матрица перехода от вектора n-го шага к n+1-му. Произведение матрицы Лесли на вектор численности популяции на n-м шаге времени даёт вектор численности популяции на n+1-м шаге времени.
{\displaystyle {\begin{bmatrix}n_{1}\\n_{2}\\n_{3}\\n_{4}\\\vdots \\n_{\omega }\\\end{bmatrix}}_{t+1}={\begin{bmatrix}f_{1}&f_{2}&f_{3}&\ldots &f_{\omega -1}&f_{\omega }\\s_{1}&0&0&\ldots &0&0\\0&s_{2}&0&\ldots &0&0\\0&0&s_{3}&\ldots &0&0\\\vdots &\vdots &\vdots &\ddots &\vdots &\vdots \\0&0&0&\ldots &s_{\omega -1}&0\end{bmatrix}}{\begin{bmatrix}n_{1}\\n_{2}\\n_{3}\\n_{4}\\\vdots \\n_{\omega }\end{bmatrix}}_{t}}
где {\displaystyle \omega } — максимальный возраст достигаемый в популяции.
Матрица Лесли состоит из нулей, за исключением элементов первой строки с индексами от i до i+p где i- индекс возрастной группы которая вступила в репродуктивную фазу жизненного цикла, i+p — индекс группы которая на следующем шаге покинет репродуктивную фазу (эти элементы представляют собой числа от 0 до 1 и являются коэффициентами рождаемости в возрастной группе от i-1 до i временны́х шагов). Также не равны нулю элементы под главной диагональю: они представляют собой коэффициенты выживаемости в разных возрастных группах.